# Jorge Nocedal
Jorge Nocedal (1952) é um físico e matemático mexicano, que trabalha com otimização matemática não-linear e matemática numérica.
Nocedal estudou física a partir de 1970 na Universidad Nacional Autónoma de México, obtendo o bacharelado em 1974, estudando depois matemática na Universidade Rice, com um doutorado em 1978, orientado por Richard Alfred Tapia, com a tese On the method of conjugate gradients for function minimization. Foi depois professor assistente na Universidad Nacional Autónoma de México, de 1981 a 1983 no Instituto Courant de Ciências Matemáticas e a partir de 1983 professor assistente e mais tarde professor da Universidade Northwestern.
Recebeu o Prêmio George B. Dantzig de 2012. Em 2010 foi eleito fellow da Society for Industrial and Applied Mathematics (SIAM). Foi palestrante convidado do Congresso Internacional de Matemáticos em Berlim (1998: Nonlinear Optimization: The Interplay Between Mathematical Characterizations and Algorithms). Recebeu o Prêmio Teoria John von Neumann de 2017.

## Obras
- com Stephen J. Wright Numerical Optimization, Springer Verlag 1999, 2ª Edição 2006
- com D. C. Liu: On the limited memory BFGS method for large scale optimization, Math. Programming, 45, 1989, 503-528
- Updating quasi-Newton matrices with limited storage, Mathematics of Computation, Volume 35, 1980, 733-782
- com P. L. Byrd, M. E. Hribar: An interior point algorithm for large-scale nonlinear programming, SIAM J. Optimization, Volume 9, 1999, 877-900
- com R. H. Byrd, J. C. Gilbert: A trust region method based on interior point techniques for nonlinear programming, Mathematical Programming, 89, 2000, 129-156
- com J. C. Gilbert: Global convergence properties of conjugate gradient methods for optimization, SIAM J. on Optimization, Volume 2, 1992, 21-42
- com R. L. Byrd, P. Lu, C. Zhu: Algorithm 778: L-BFGS-B: Fortran subroutines for large-scale bound-constrained optimization, ACM Transactions on Mathematical Software, 23, 1997, 550-560